# Bongao
Bongao is een gemeente in de Filipijnse provincie Tawi-Tawi. Bij de laatste census in 2007 had de gemeente ruim 95 duizend inwoners.

## Geografie

### Bestuurlijke indeling
Bongao is onderverdeeld in de volgende 35 barangays:
| - Bongao Poblacion - Ipil - Kamagong - Karungdong - Lagasan - Lakit Lakit - Lamion - Lapid Lapid - Lato Lato - Luuk Pandan - Luuk Tulay - Malassa | - Mandulan - Masantong - Montay Montay - Nalil - Pababag - Pag-asa - Pagasinan - Pagatpat - Pahut - Pakias - Paniongan - Pasiagan | - Sanga-sanga - Silubog - Simandagit - Sumangat - Tarawakan - Tongsinah - Tubig Basag - Tubig Tanah - Tubig-Boh - Tubig-Mampallam - Ungus-ungus |

## Demografie
Bongao had bij de census van 2007 een inwoneraantal van 95.055 mensen. Dit zijn 36.881 mensen (63,4%) meer dan bij de vorige census van 2000. De gemiddelde jaarlijkse groei komt daarmee uit op 7,01%, hetgeen hoger is dan het landelijk jaarlijks gemiddelde over deze periode (2,04%). Vergeleken met de census van 1995 is het aantal mensen met 48.383 (103,7%) toegenomen.

De bevolkingsdichtheid van Bongao was ten tijde van de laatste census, met 95.055 inwoners op 365,95 km², 127,5 mensen per km².